# Graaff Baronets
Graaff Baronet, of Cape Town, in the Cape of Good Hope Province of the Union of South Africa, ist ein erblicher britischer Baronet-Titel in der Baronetage of the United Kingdom. Der Titel stellt eine von zwölf britischen Baronetcies dar, deren territoriale Widmung sich auf Südafrika bezieht.
Der Titel wurde am 6. Februar 1911 den südafrikanischen Geschäftsmann und Politiker David Pieter de Villiers Graaff verliehen. Dieser war damals Minister of Public Works, Posts and Telegraphs für die Südafrikanische Union. Väterlicherseits stammte er aus der Familie Graff aus Württemberg, mütterlicherseits aus der französischen Familie De Villiers de Princay. Heutiger Titelinhaber ist seit 2015 sein Urenkel als 4. Baronet.

## Liste der Graaff Baronets of Cape Town (1911)
- Sir David Graaff, 1. Baronet (1859–1931)
- Sir David Graaff, 2. Baronet (1913–1999)
- Sir David Graaff, 3. Baronet (1940–2015)
- Sir De Villiers Graaff, 4. Baronet (* 1970)